# زلزال شيلونغ
زلزال شيلونغ، هو زلزال شهير ضرب شيلونغ، عاصمة ولاية ميغالايا في الهند، عام 1897، بقوة بنحو 8.7 درجة وتسبب في أضرار واسعة النطاق وخسائر في الأرواح.

## الأضرار
أحدث الزلزال أضرارًا كبيرة في مدينة شيلونغ والمناطق القريبة منها، حيث تسبب في تدمير العديد من المباني والبنية التحتية، وشرد كثيرا من الناس.